# Celerena vulgaris
Celerena vulgaris là một loài bướm đêm trong họ Geometridae.